# 二階町 (姫路市)

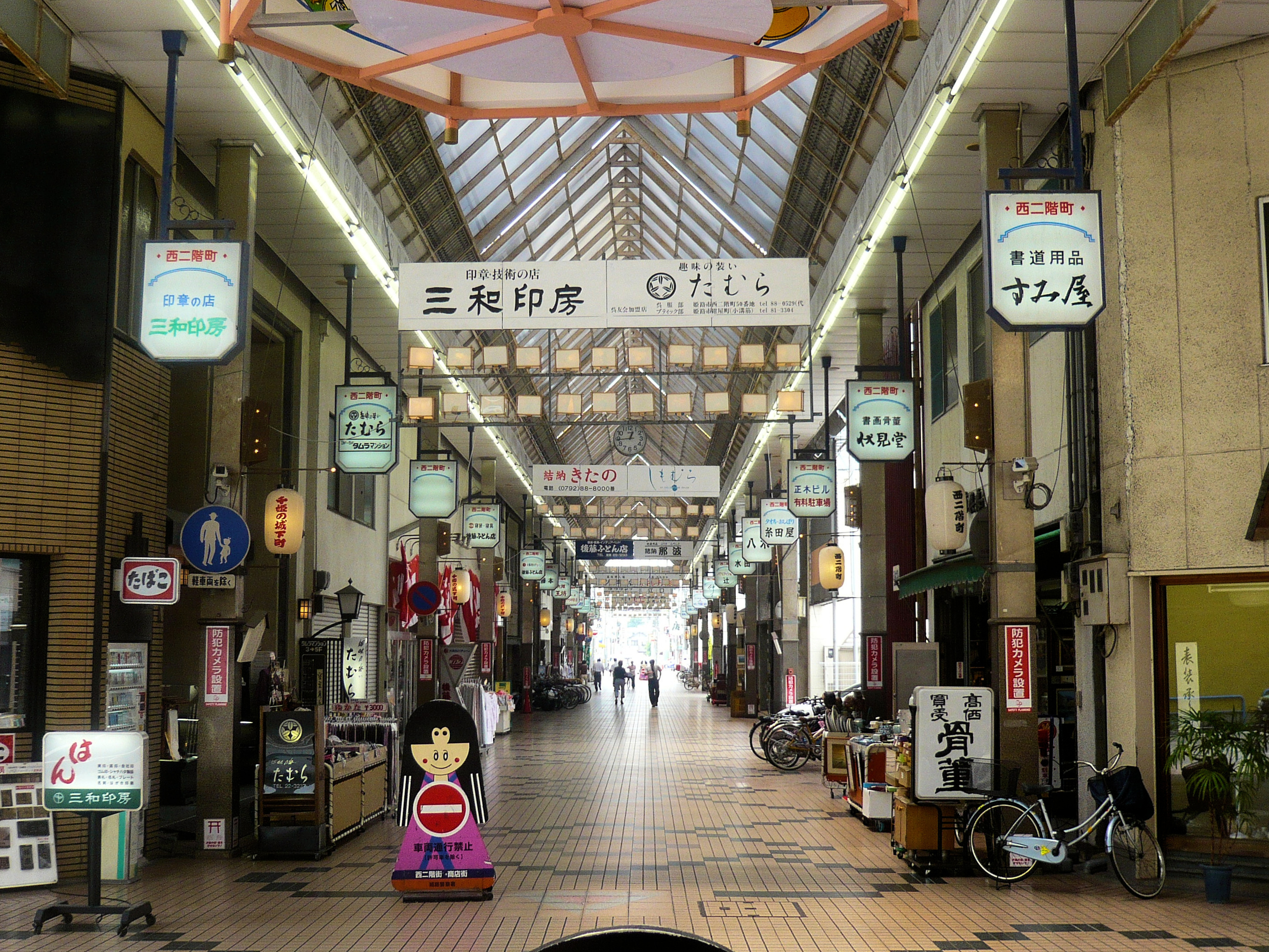
西二階町商店街

二階町（にかいまち）は、兵庫県姫路市の地名。または同町内にある商店街。全域が住居表示未実施地区である。郵便番号670-0922。

## 概要
「二階町商店街」は、姫路市の中心市街地・内町の中心部を大手前通りから東に伸びるアーケード街路。おみぞ筋から東部、城巽通り商店街までの区間を「東二階町(旧町名・現在は自治会区としてその名を残す)」とも呼ぶ。また大手前通り以西には「西二階町商店街」が続く。大手前通りが無かった頃、付近は中二階町と呼ばれていた。現在はおみぞ筋商店街から大手前通りにかけての部分が自治会区としての中二階町となっている。町名としては、古二階町、二階町、西二階町に当たる。

## 歴史
- 山陽道（西国街道）の宿場で、本陣があった。姫路が城下町であったことから、宿・商家などは平屋しか許可されていなかった。しかし二階町は、播磨国総社と長壁神社を繋ぐ参道として発展し、当時としては例外的に二階建てが許可された。このことが町名の由来であると言われている。
- 戦前には、当時の交通軸であったみゆき通りよりも賑わい、播磨地方きっての商業地であった。戦後は、大手前通りの本格整備に伴い商業軸へと移行したみゆき通りと共に高級商店街として栄えたものの、最近になって加速した姫路駅周辺への商業施設集中、更には商業施設の郊外分散もあいまって、姫路駅から離れた二階町は冷え込みが厳しくなっている。
- 以前はみゆき通りとの交点に丸善姫路店やダイエー姫路店があったが、撤退してしまった。東二階町には1897年（明治30年）創業の家具店「インテルナきたむら」があり、西二階町にはこれも更に老舗の「うす源」などがあったが、両社共時代の流れに淘汰された。西二階町には姫路を代表する和菓子「玉椿」を製造販売する伊勢屋本店がある。
- 箪笥は姫路の地場産業の一つで、少し前までは二階町近辺にも多くの家具店が軒を連ねていた。現在も数は減ったものの、1784年（天明4年）創業の「板文」などの老舗が健在である。

## 世帯数と人口
2021年（令和3年）12月31日現在の世帯数と人口は以下の通りである。
| 丁目   | 世帯数 | 人口  |
| ------ | ------ | ----- |
| 二階町 | 68世帯 | 112人 |

## 小・中学校の学区
市立小・中学校に通う場合、学区は以下の通りとなる。
| 番地 | 義務教育学校         |
| ---- | -------------------- |
| 全域 | 姫路市立白鷺小中学校 |

## 交通

### 道路
- 大手前通り
- みゆき通り
- 小溝筋

## 施設
- 但陽信用金庫 姫路支店
- ヤマトヤシキ